# Museum Racibórz

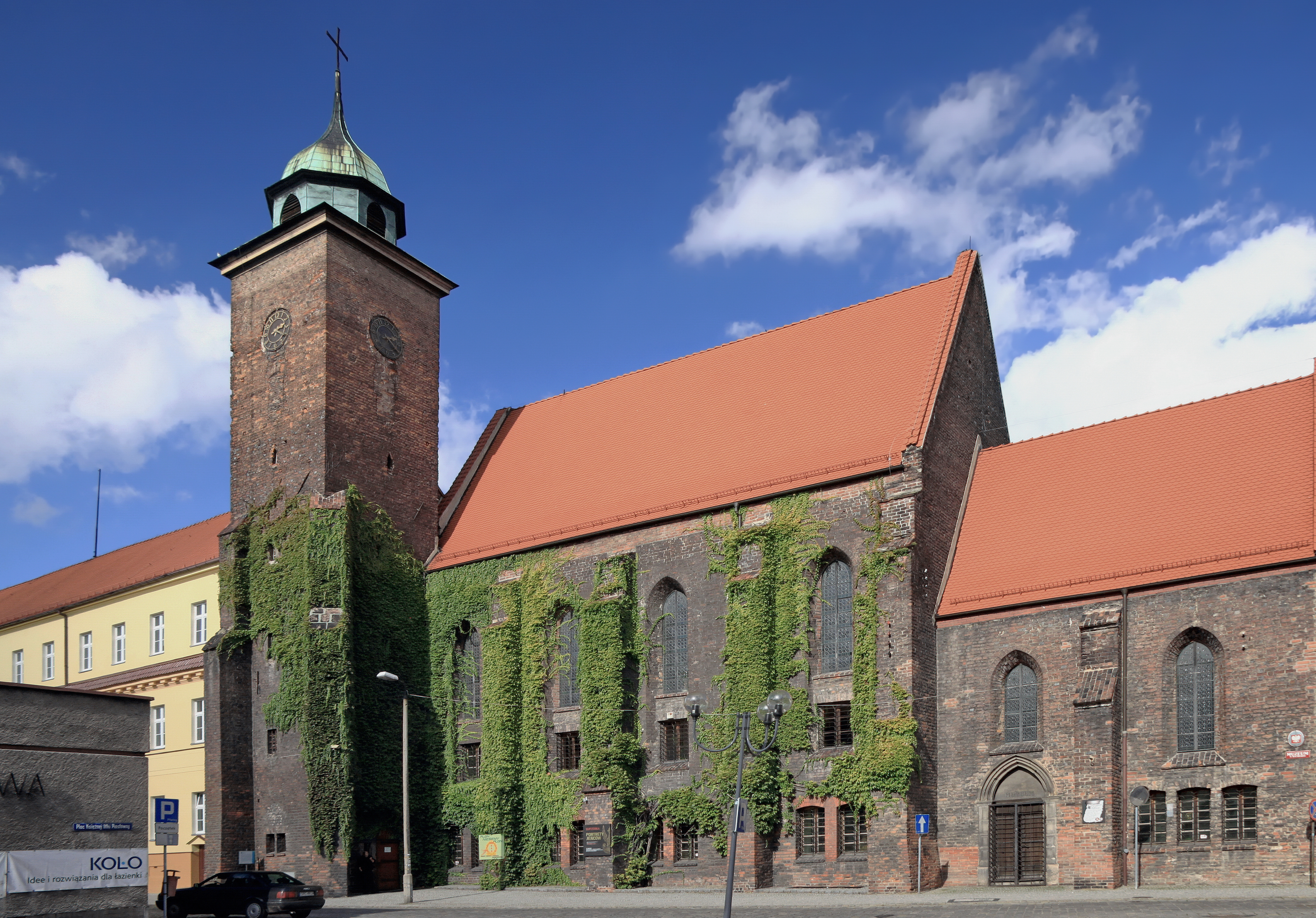
Außenansicht des Museums

Das Museum in Racibórz (Ratibor) besteht seit 1927 und wurde damals in der ehemaligen Heilig-Geist-Kirche des Dominikanerinnenklosters Ratibor eingerichtet. Es besitzt heute etwa 30.000 Exponate.

## Geschichte

### Das Museum im deutschen Ratibor
Das Museum eröffnete am 4. Dezember 1927 als Heimatmuseum. Dazu wurde die seit 1911 ungenutzte Heilig-Geist-Kirche eingerichtet. An der Entstehung des Museums waren Studienrat Paul, Landeshauptmann Piontek und Oberbürgermeister Kaschny beteiligt, Dezernent war Stadtrat Medizinalrat Dr. Orzechowski. Es sollte allmählich zu einem oberschlesischen Museum ausgebaut werden. Das Museum umfasste vier Räume mit je einer Abteilung: 1. Geschichtliche, 2. Geologische, 3. Naturkundliche und 4. eine Abteilung für Waffen, Kirchenkunst u. a. Darüber hinaus gab es weitere Räume, wie eine Werkstatt und ein Arbeitszimmer. Zur Ausstellung zählte u. a. eine alte Bauernstube aus der Ratiborer Gegend, ein alter Steinofen und Tierexponate aus dem Lenschok. Ferner gehörte das „Walachenbild“ zum Besitz. Es erinnert an den Dreißigjährigen Krieg und die Walachen, denen zu dieser Zeit in Ratibor nach Tumulten der Tod erklärt wurde. Diese Holztafel befand sich zuerst in einer eigens dafür gebauten Kapelle in Bosatz, nach deren Abriss in der Ostroger Kirche und schließlich in Zawada.

### Das Museum im polnischen Raciborz
1964 wurde ein neuer Anbau eröffnet. Zum 220. Geburtstag des deutschen Lyrikers und Schriftstellers Joseph von Eichendorff (1788–1857) und des Eichendorff-Jahres fand 2008 eine große Eichendorff-Ausstellung statt.
Heute sind die Exponate in drei Gebäuden untergebracht:
- In der ehemaligen Heilig-Geist-Kirche (ul. Gimnazjalnej 1)
- Im denkmalgeschützten Gebäude  ul. Chopina 12
- Im Haus mit der Adresse  Rzeźniczej 15 sitzen Verwaltung, Magazin und Bibliothek.